# Microrregión de São Paulo
La microrregión de São Paulo es una de las microrregiones del estado brasileño de São Paulo perteneciente a la mesorregión Metropolitana de São Paulo. Su población fue estimada en 2010 por el IBGE en 13 557 036 habitantes y está dividida en ocho municipios. Posee un área total de 2348,155 km². Es formada por el municipio de São Paulo más la región del Gran ABC.

## Municipios
- Diadema, 386.039 habitantes;
- Mauá, 417 281 habitantes;
- Ribeirão Pires, 113 043 habitantes;
- Rio Grande da Serra, 44 084 habitantes;
- Santo André, 673 914 habitantes;
- São Bernardo do Campo, 765 203 habitantes;
- São Caetano do Sul, 149 571 habitantes;
- São Paulo, 11 244 369 habitantes.

- Datos: Q2331485
- Multimedia: São Paulo (city) in history paintings / Q2331485

1. ↑  Worldpostalcodes.org,código postal n.º 01000-000.